# Großherzogliches Amtshaus (Bützow)
Das ehemalige Großherzogliche Amtshaus, später auch: Amtsgericht Bützow und Kreisgericht Bützow, ist ein im klassizistischen Stil  erbautes Gebäude, das ursprünglich für das Domanialamt Bützow-Rühn konzipiert wurde. 
Das Amtshaus, einst Teil eines denkmalgeschützten Ensembles des Kreises Bützow, zu dem auch das ehemalige Großherzogliche Beamtenhaus und die Landreiterhäuser gehörten, ist heute ein separates Baudenkmal und befindet sich am Schlossplatz 3 in Bützow, im Landkreis Rostock, Mecklenburg. Historisch trug das Gebäude die Hausnummer 434 A. Von 1908 bis 1990 war es unter der Nummer 2 registriert, bevor es nach der Wende die heutige Bezeichnung erhielt.

## Architektur

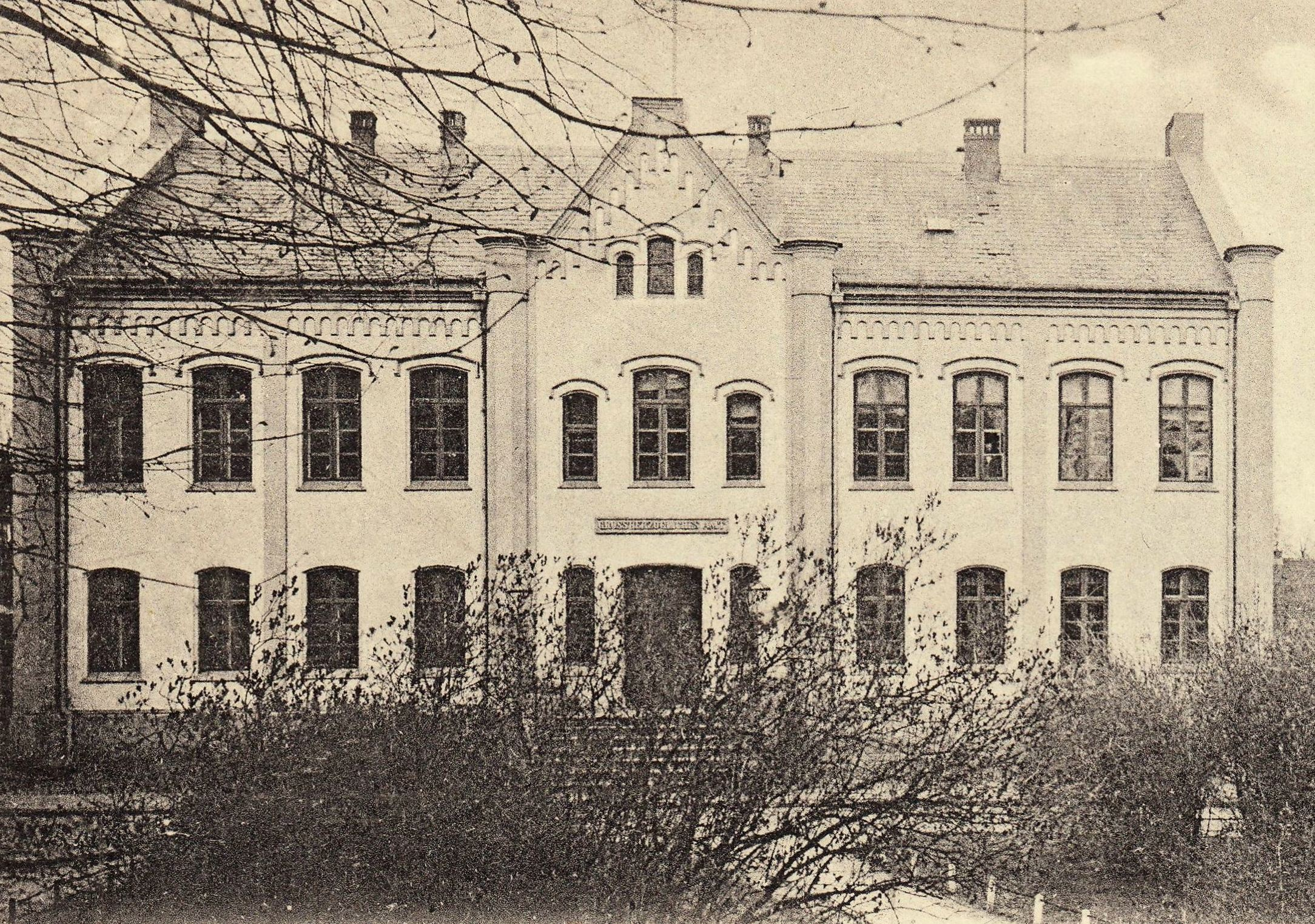
Amtshaus um 1900

Der zweigeschossige Profanbau unter einem Satteldach zeichnete sich durch seinen erhöhten Mittelrisalit aus, der mit äußeren achteckigen Pilastern verziert ist, einen markanten Dreiecksgiebel mit Lichtöffnung, eine Inschrifttafel, eine zweiflügelige Portaltür mit Oberlicht, Rundbogenfenster, senkrechte Lisenen, vier achteckige Eckpilaster und eine verputzte Fassade.

### Inschrifttafel

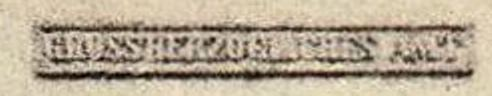
Inschrifttafel

### Anbau
Vor der Gründung des Amtsgerichts Bützow erhielt der Landbaumeister Adolph Prahst im Jahr 1878 vom großherzoglichen Finanzministerium den Auftrag, einen neuen Hausflügel am Amtshaus zu errichten. Diese Maßnahme sollte ausreichend Raum für die Gerichtsbediensteten schaffen. Prahst entwarf einen Eckanbau mit einem Walmdach, der sich an das zweigeschossige Hauptgebäude anschloss. Der herausragende, turmartige Teil des Gebäudes wurde durch eine zweiflügelige Portaltür mit einem eleganten Rundbogen, Oberlicht und einer dekorativen Fasche kunstvoll akzentuiert. Darüber thronte ein gekuppeltes Fenster sowie eine Dachgaube mit Fenster. Dieser Bereich diente als separater Eingangsbereich. Der zweite Anbau, ebenfalls zweigeschossig und mit einem Walmdach versehen, zeichnete sich durch geschmackvolle Rundbogenfenster aus. In diesem Teil befanden sich die Büroräume der Gerichtsbediensteten. Der letztere Anbau ist heute nicht mehr erhalten.

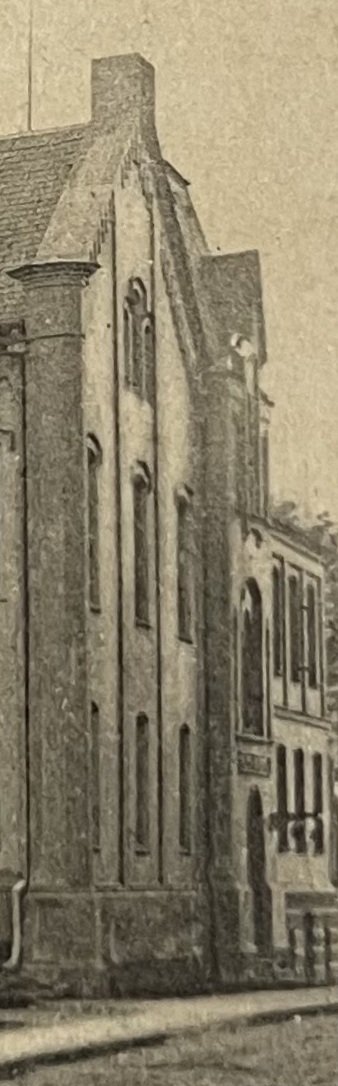
Prahst’scher Anbau am Amtshaus
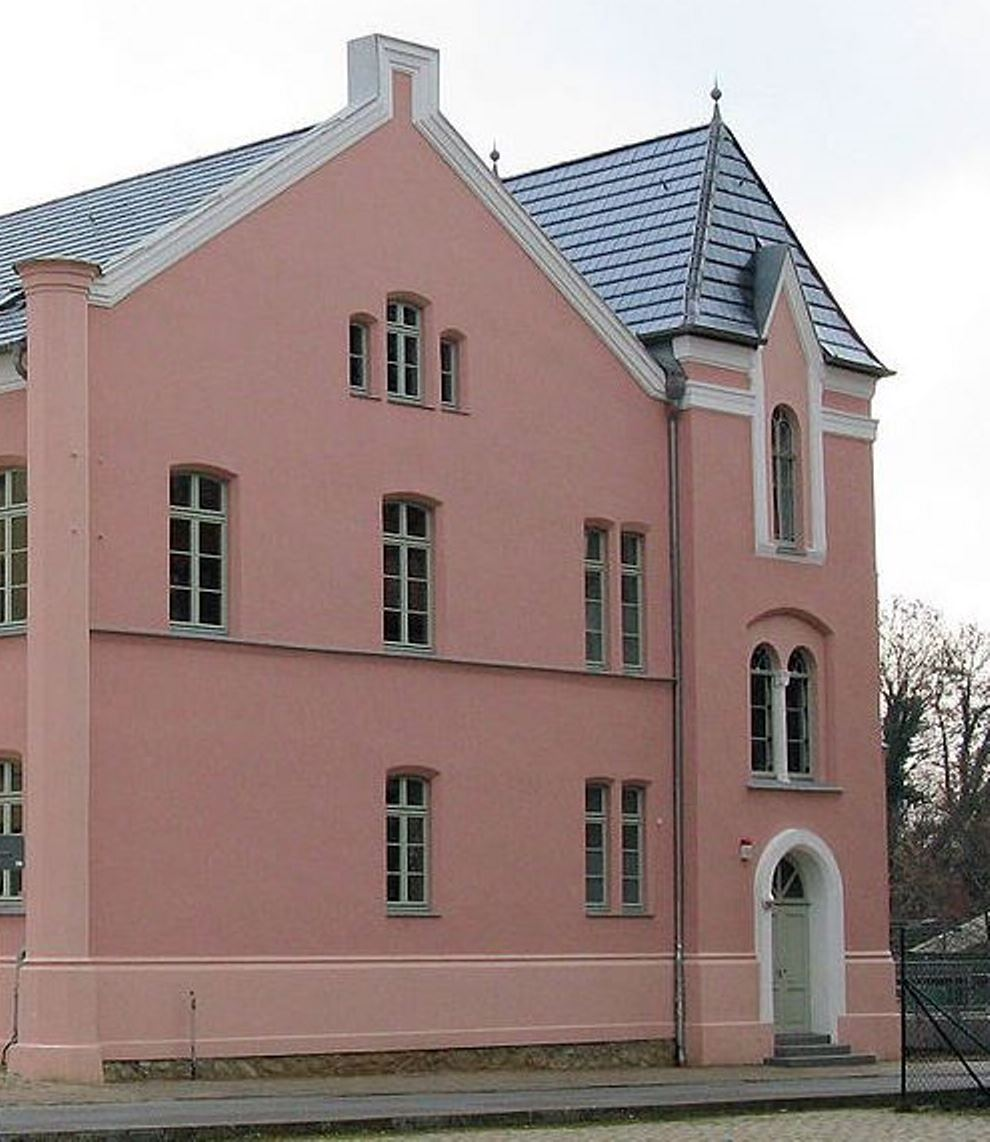
Der heute noch existente Teil des Anbaus am Amtshaus.

## Geschichte

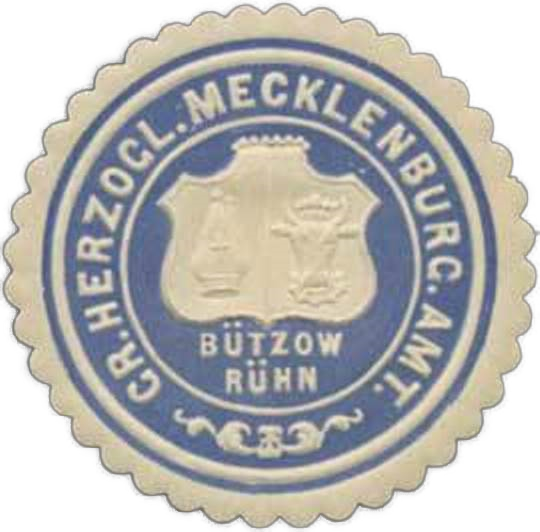
Siegel des Domanialamtes Bützow-Rühn

Durch die Zusammenführung des Stiftsamts Bützow mit dem im Jahr 1756 aufgelösten Kloster Rühn entstand das Domanialamt Bützow-Rühn. Ursprünglich in Rühn ansässig, wurde das Amt um 1850 nach Bützow verlegt.
Der vom Großherzoglichen Ministerium der Finanzen für das Bau Departement, Distrikt II. eingesetzte Landbaumeister Peter Joachim Dietrich Carl Susemihl (1802–1866), zuständig für die Domanialämter Güstrow-Rossewitz, Bützow-Rühn und Schwaan, hatte bereits zwischen 1847 und 1849 den Neubau des Rathauses für den Magistrat der Stadt Bützow realisiert. Nach der Verlagerung des Domanialamtes entwarf er ein eindrucksvolles klassizistisches Amtshaus, das durch seine architektonische Eleganz besticht. Dieses entstand auf dem Gelände des im 18. Jahrhundert abgebrochenen Brauhauses sowie des Bergfrieds im historischen Burgring der ehemaligen Bischofsburg.

## Nutzung
Das Amtshaus war in erster Linie für die Verwaltung des Eigentums (Domanium) der mecklenburgischen Herrscher im Domanialamt Bützow-Rühn verantwortlich, welches von dem ersten Beamten, dem Amtshauptmann, geleitet wurde. Der im Gebäude untergebrachte Gerichtssaal wurde zudem genutzt, um das „Criminal-Collegium zu Bützow“ zu entlasten. Dieses Collegium diente als zentrale Ermittlungsbehörde für Kriminalfälle in Mecklenburg und war im ehemaligen dreigeschossigen bischöflichen Palas mit Hauskapelle ansässig.

### 19. Jahrhundert
Als Folge der Reichsjustizgesetze wurden die bestehenden landesfürstlichen Gerichte 1879 aufgelöst und in Amtsgerichte, Landesgerichte sowie Oberlandesgerichte umstrukturiert. In diesem Zuge erhielt das Domanialamt Bützow-Rühn ein Amtsgericht, das im Amtshaus seinen Sitz fand. Das neu gegründete Großherzoglich Mecklenburgische Amtsgericht Bützow war dem Landgericht Güstrow und dem Oberlandesgericht Rostock untergeordnet.

### 20. Jahrhundert
Mit der Abdankung des Großherzogs von Mecklenburg-Schwerin und der Gründung des Freistaates wurden die landesfürstlichen Domanialämter aufgelöst. Fortan diente das Gebäude ausschließlich als Amtsgericht. Die verbleibenden Ämter standen unter der Leitung ihrer Amtshauptmänner. Im Jahr 1925 erfolgte eine Reduzierung der Anzahl der Ämter, wobei Bützow dem Amt Güstrow zugeordnet wurde. Im Rahmen der Verwaltungsreform von 1933 wird die Selbstverwaltung der Ämter aufgehoben. Diese wurden durch Kreise ersetzt, und die Amtshauptmänner gaben ihre Positionen an die Landräte ab.
Mit der Gründung der DDR wurden im Jahr 1952 die Amtsgerichte abgeschafft und einheitliche Kreisgerichte eingerichtet. In Bützow wurde das Kreisgericht Bützow ins Leben gerufen, das dem Bezirksgericht Schwerin unterstellt war. Zuständigkeitsbereich war der gesamte Kreis Bützow.
Nach der politischen Wende wurden nach 1990 wieder Amtsgerichte eingeführt. 1997 wurde das Amtsgericht Bützow geschlossen und zu einer Zweigstelle des Amtsgerichts Güstrow umgewandelt. Zwei Jahre später wurde auch diese Zweigstelle geschlossen.

### Gegenwart
Im Jahr 2009 wurde das Gebäude umfassend saniert und umgestaltet für eine Grundschule, einen Hort und einen Freizeittreff.